# Shin Bo-ra
Shin Bora (17 de marzo de 1987) es una comediante, cantante y actriz surcoreana.

## Carrera
Debutó como comediante en el programa de variedades Gag Concert en 2010. También es miembro de la banda Brave Guys, y ha publicado varios singles como solista. En 2014 se unió a la serie Trot Lovers.

## Filmografía

### Programas de televisión
| Año        | Título                               | Rol         | Notas                                       |
| ---------- | ------------------------------------ | ----------- | ------------------------------------------- |
| 2010–2014  | Gag Concert                          | KBS2        |                                             |
| 2010       | Happy Sunday - Qualifications of Men | KBS2        |                                             |
| 2012       | Happy Together 3                     | KBS2        |                                             |
| 2012       | Win Win                              | KBS2        |                                             |
| 2013       | You Hee-yeol's Sketchbook            | KBS2        |                                             |
| 2013       | Mamma Mia                            | KBS2        |                                             |
| 2013       | Four Sons and One Daughter           | MBC         |                                             |
| 2013       | Hidden Singer                        | JTBC        |                                             |
| 2013       | Weekly Idol                          | MBC Every 1 |                                             |
| 2013       | Happy Together 3                     | KBS2        |                                             |
| 2013       | Hello Counselor                      | KBS2        |                                             |
| 2013       | The Human Condition                  | KBS2        |                                             |
| 2014       | Immortal Songs 2                     | KBS2        |                                             |
| 2014       | EXO 90:2014                          | Mnet        |                                             |
| 2014       | Star Junior Show                     | SBS         |                                             |
| 2014       | The Human Condition                  | KBS2        |                                             |
| 2014       | Magic Eye                            | SBS         |                                             |
| 2014       | Vitamin                              | KBS2        |                                             |
| 2014       | Hello Counselor                      | KBS2        |                                             |
| 2015       | Finding Delicious TV                 | MBC         |                                             |
| 2015       | Three Wheels                         | MBC         |                                             |
| 2015       | King of Mask Singer                  | MBC         |                                             |
| 2015       | Human Documentary                    | MBC         |                                             |
| 2015       | My Young Tutor                       | MBC         |                                             |
| 2016, 2017 | I Can See Your Voice                 | Mnet        | Ep. #6; 6 (miembro del panel de detectives) |
| 2016–2017  | Duet Song Festival                   | MBC         |                                             |
| 2016       | With You                             | JTBC        |                                             |
| 2017       | King of Mask Singer                  | MBC         |                                             |

### Series
| Año  | Título                                      | Rol                   | Red              |
| ---- | ------------------------------------------- | --------------------- | ---------------- |
| 2011 | Drama Special - Guardian Angel Kim Young-gu | Cameo                 | KBS2             |
| 2011 | Spy Myung-wol                               | Cameo                 | KBS2             |
| 2012 | Family                                      | Cameo                 | KBS2             |
| 2013 | Marry Him If You Dare                       | Cameo                 | KBS2             |
| 2014 | Trot Lovers                                 | Na Pil-nyeo (reparto) | KBS2             |
| 2014 | Drama Special - Bride In Sneakers           | Mijeong (principal)   | KBS2             |
| 2021 | Summer Guys                                 | (aparición especial)  | ABEMA / KT Seezn |

## Premios y nominaciones
| Año  | Premio                          | Categoría                                   | Nominación  | Resultado |
| ---- | ------------------------------- | ------------------------------------------- | ----------- | --------- |
| 2011 | KBS Entertainment Awards        | excelencia en comedia - Femenina            | Gag Concert | Ganadora  |
| 2011 | 12th Korea Visual Arts Festival | premio fotogénico,categoría femenina        | Gag Concert | Ganadora  |
| 2012 | KBS Entertainment Awards        | excelencia en comedia - Femenina            | Gag Concert | Ganadora  |
| 2012 | KBS Entertainment Awards        | excelente idea (Brave Guys)                 | Gag Concert | Ganadora  |
| 2013 | 49th Baeksang Arts Awards       | mejor presentación en variedades - Femenina | Gag Concert | Ganadora  |
| 2013 | 40th Korea Broadcasting Awards  | mejor comediante                            | Gag Concert | Ganadora  |

## Vida personal
A partir de diciembre de 2012 Shin estuvo saliendo con su compañero de Gag Concert el comediante Kim Kiri, sin embargo se informó en junio de 2015 que los dos ya habían roto.